# 圣乌尔巴诺
圣乌尔巴诺（義大利語：Sant'Urbano），是意大利威尼托大区帕多瓦省的一个市镇。总面积31.84平方公里，人口2182人，人口密度68.5人/平方公里（2009年）。国家统计（ISTAT）代码为028084。